# Oração subordinada adjetiva
Orações subordinadas adjetivas são orações subordinadas que exercem o papel de adjunto adnominal em relação à oração principal. As orações subordinadas adjetivas, também conhecidas como orações relativas, são cláusulas que mantêm, com um determinado sintagma nominal, relação semelhante à que se estabelece entre o nome e o adjetivo, ou seja, exercem a mesma função gramatical de um adjetivo. Estas construções podem se manifestar nas línguas apresentando diferentes configurações, as quais são designadas estratégias de relativização (ER). Tais orações podem ser divididas em dois subtipos, de acordo com sua semântica.

## Características
Orações desse tipo ocorrem somente em períodos compostos, devido à sua dependência semântica. Orações, no contexto gramático, são enunciados nos quais há verbo. Em períodos compostos, há mais de uma oração, visto que não existe só um verbo. Em períodos compostos por subordinação, uma oração, a subordinada, depende sintático-semanticamente de outra, isto é, deve ser acompanhada de outra oração, a principal, para ter sentido completo e tornar o período adequado à gramática. No caso de orações subordinadas adjetivas, ocorre tal dependência e elas possuem valor de adjetivo, além de exercer a função de um adjunto adnominal que se refere à oração principal. Logo, caracterizam a O.P.
A oração principal não começa com conectivo. Já a oração subordinada adjetiva não se inicia com conjunção, mas com pronome relativo, desde que esteja em sua forma desenvolvida. São pronomes relativos "que" e seu derivado ( "em que"), "quem", "onde" e seu derivado ("aonde"), "quanto" e seus derivados (quanto, quanta, quantos, quantas), "como", "quando", "cujo" e seus derivados (cuja, cujos, cujas), bem como "o qual" e seus derivados (a qual, os quais, as quais, no qual, na qual, nos quais, nas quais, do qual, da qual, dos quais, das quais, pelo qual, pela qual, pelos quais, pelas quais, ao qual, à qual, aos quais, às quais).
Exemplo 1: O homem que fuma vive menos.
Exemplo 2: A mulher, a qual fora assaltada, ficou estupefata.
Exemplo 3: O político cujo mandato foi cassado será preso.
Se houver oração subordinada adjetiva, a oração principal ficará intercalada, de modo que a oração subordinada ficará entre suas partes separadas.
Exemplo 1: O homem que fuma vive menos.
Exemplo 2: A mulher, a qual fora assaltada, ficou estupefata.
Exemplo 3: O político cujo mandato foi cassado será preso.

## Classificação
As orações subordinadas adjetivas classificam-se em explicativas e restritivas. É de extrema relevância conferir grande atenção à ortografia ao redigir-se textos, visto que confusões neste âmbito acarretam prejuízos semânticos graves, ou seja, ocorre expressiva mudança de sentido. 

### Orações subordinadas adjetivas explicativas
O papel exercido por orações desse tipo é tomar o termo a que se refere no seu sentido amplo, ou seja, generalizando, destacando a característica principal do referente ou esclarecendo melhor sua significação, à semelhança de um aposto. É preciso que se delimite a oração subordinada por meio de vírgulas, travessões ou parênteses, a fim de marcar a pausa e distingui-las do outro tipo de oração subordinada adjetiva. Pode ser retirada da frase sem nenhuma alteração de significado.[carece de fontes?]

### Orações subordinadas adjetivas restritivas
Como sua denominação sugere, a função de orações desse caráter é restringir, delimitar, especificar, particularizar, diferentemente do tipo anterior, o qual generaliza, universaliza,. Neste caso, não convém o uso de pontuação, liga-se diretamente ao substantivo ou pronome antecedente. É indispensável para compreensão da frase.[carece de fontes?]

### Comparação entre as classes
Conforme foi citado anteriormente, além de diferenças sintáticas, há significativa diferença de sentido entre orações explicativas e restritivas, de modo que a utilização indevida de vírgulas pode ocasionar a expressão de um significado oposto ao desejado.
Exemplo 1: A mulher, a qual fora assaltada, ficou estupefata. Nesse caso, a informação acerca do assalto é genérica e acessória, adicional, extra, de modo que apenas insere uma informação sobre uma mulher qualquer a qual ficou perplexa.
Exemplo 2: A mulher a qual fora assaltada ficou estupefata. A simples retirada dos sinais ortográficos alterou completamente a semântica. Nessa situação, restringe-se o fato a uma determinada mulher, entre tantas que ficaram estupefatas.

### Orações explicativas que não podem ser restritivas
Toda restritiva pode ser explicativa, mas nem toda explicativa pode ser restritiva, quando se refere a seres únicos, já identificados e individualizados, valores absolutos. Pode-se restringir um ser único, quando houver uma informação contrastante sobre o mesmo referente.
Exemplo: O FMI, que prometeu nova ajuda a alguns países, mandou representantes à região.